# Гриберман, Александр Давидович
Александр Давидович Гриберман (1914—1998) — советский кинорежиссёр и оператор.

## Биография
Окончил операторский факультет ВГИКа (1939). Участник Великой Отечественной войны, летчик самолета-истребителя. С 1951 по 1986 год режиссёр и оператор Рижской киностудии.
Сын Виктор Александрович Гриберман (род. 1957), оператор Рижской киностудии, снимал фильмы «Письмо женщине» (1985), «Вариации на тему» (1988), Оглянись у порога (2002), «Фотограф» (Волга-фильм, 2007) и многих других, всего около шестидесяти документальных и игровых кинолент.

## Фильмография

### Режиссёрские работы
- 1954 "Советская Латвия" №17
- 1956 Новаторы (ВЭФ)
- 1957 Колхоз "Авангард" (по заказу ВДНХ)
- 1958 Вдали от родных берегов
- 1959 Встреча друзей
- 1959 Мотокросс дружбы
- 1959 Рассказ о кукурузе
- 1961 "Советская Латвия" №21
- 1964 Наступление на океан
- 1966 Огненный город
- 1967 Латвия - моя республика...
- 1967 Тропою мужества
- 1968 По следам героев
- 1969 Тропою мужества
- 1969 В поисках заколдованной стрелы
- 1970 Ровесники века
- 1970 Глаз-алмаз
- 1970 Дорогой ценой
- 1970 Добровольно+в порядке принуждения (фильм)
- 1972 По дорогам Латвии
- 1970 Скоростная сила
- 1974 Красный директор
- 1974 Халатность (фильм)
- 1975 Один день в Банге
- 1974 Роберт Эйдеман (фильм)
- 1975 Эмаго
- 1976 Семь стран одно море
- 1978 Содружество огнеборцев (фильм)
- 1980 Водолаз профессия мужественная
- 1981 Латвийская буровая вчера и сегодня
- 1981 Рабочее место вязальщиц
- 1982 Полноценная жизнь в старости
- 1983 В ночном небе Москвы
- 1983 Здоровье к 2000 году
- 1984 Рассказ о морском флоте СССР (фильм)
- 1986 На крутых виражах

### Операторские работы
- 1951 Рига
- 1951 Риге 750 лет
- 1951 В рыболовецком колхозе
- 1954 Сельское хозяйство Латвии
- 1956 Шведские корабли в Риге
- 1957 На больших скоростях
- 1958 Вдали от родных берегов
- 1959 Встреча друзей
- 1959 Колхоз Авангард
- 1959 Мотокросс дружбы